# Lista över solsystemets högsta berg

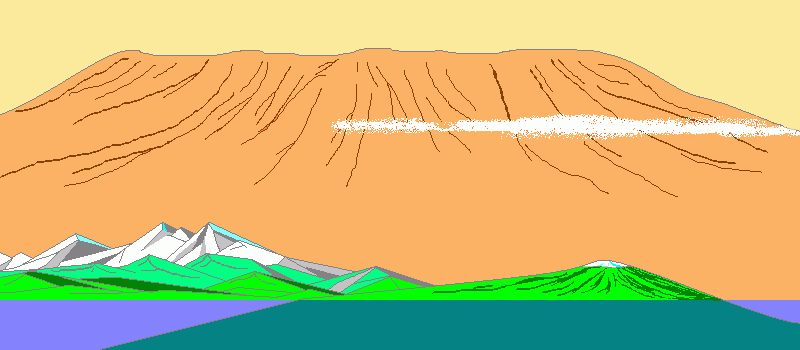
Olympus Mons på Mars (orange), ett av de högsta bergen i Solsystemet, jämfört med Mount Everest och Mauna Kea på Jorden

Detta är en lista över de högsta kända bergen på solsystemets olika himlakroppar. Höjderna anges från bas till topp eftersom den finns ingen motsvarighet till höjd över havet på andra kroppar. 

## Lista
| Himlakropp | Högsta topp             | Höjd            | Anmärkningar |
| ---------- | ----------------------- | --------------- | --- |
| Venus      | Maxwell Montes          | 6,4 km          | |
| Jorden     | Mauna Kea och Mauna Loa | 10,2 km         | Endast 4,2 km ligger över havsytan. |
| Jorden     | Denali                  | 5,3 till 5,9 km | |
| Jorden     | Mount Everest           | 3,6 till 4,6 km | 4,6 km på nordsidan, 3,6 km på sydsidan, alltså mäter Everest 3,6 km enligt konventionen som använts för de andra bergen. Toppen ligger 8,8 km över havsytan. |
| Månen      | Mons Huygens            | 4,7 km          | |
| Mars       | Olympus Mons            | < 22 km         | |
| Mars       | Ascraeus Mons           | 15 km           | |
| Mars       | Elysium Mons            | 13,9 km         | |
| Mars       | Arsia Mons              | 9 km            | |
| Mars       | Pavonis Mons            | 11 km           | |
| Vesta      | Rheasilvia Mons         | 23 km           | Se även lista över solsystemets största nedslagskratrar |
| Io         | Boösaule Montes         | 17 km           | |
| Mimas      | Herschel Mons           | 6 km            | Se även lista över solsystemets största kratrar |
| Japetus    | Ekvatorialås            | 20 km (ung.)    | Enskilda toppar har inte uppmätts. |